# Contea di Ozark
La contea di Ozark, in inglese Ozark County, è una contea dello Stato del Missouri, negli Stati Uniti d'America. La popolazione al censimento del 2000 era di 9 542 abitanti. Il capoluogo di contea è Gainesville.